# نووایا اوترادوفکا
نووایا اوترادوفکا (انگلیسی: Novaya Otradovka) یک شهرک در شهرستان استرلیتاماکسکی استان باشقیرستان کشور روسیه است.